# 김승권
김승권(金承權, 1976년 5월 1일 ~ )은 前 KBO 리그 한화 이글스, 삼성 라이온즈, 현대 유니콘스에서 활약했던 선수이다.
2001년 4월 27일 삼성 라이온즈 포수 김영진, 외야수 조정권과 1대2 트레이드되었다.
2006년 현대 유니콘스에서 방출되었다.

## 출신학교
- 대전유천초등학교
- 한밭중학교
- 대전고등학교